# Diga di Alanno-Piano d'Orta
La Centrale Idroelettrica di Alanno si trova nel comune italiano di Alanno tra Piano d'Orta e Scafa. La centrale è il terzo salto del fiume Pescara. Il lago artificiale creato dallo sbarramento fa parte dall'oasi WWF Oasi del Lago di Alanno - Piano d'Orta inaugurata il 6 giugno 2002.
La centrale è proprietà di Enel dal 1931 e attualmente gestita da Enel Green Power.

## Lago artificiale

### Flora e Fauna
Il canneto a Cannuccia di palude ricopre l'area del lago, popolata da vari uccelli acquatici, pesci e dal Giaggiolo acquatico (Iris pseudacorus), di cui si ha una buona presenza.

## Galleria d'immagini

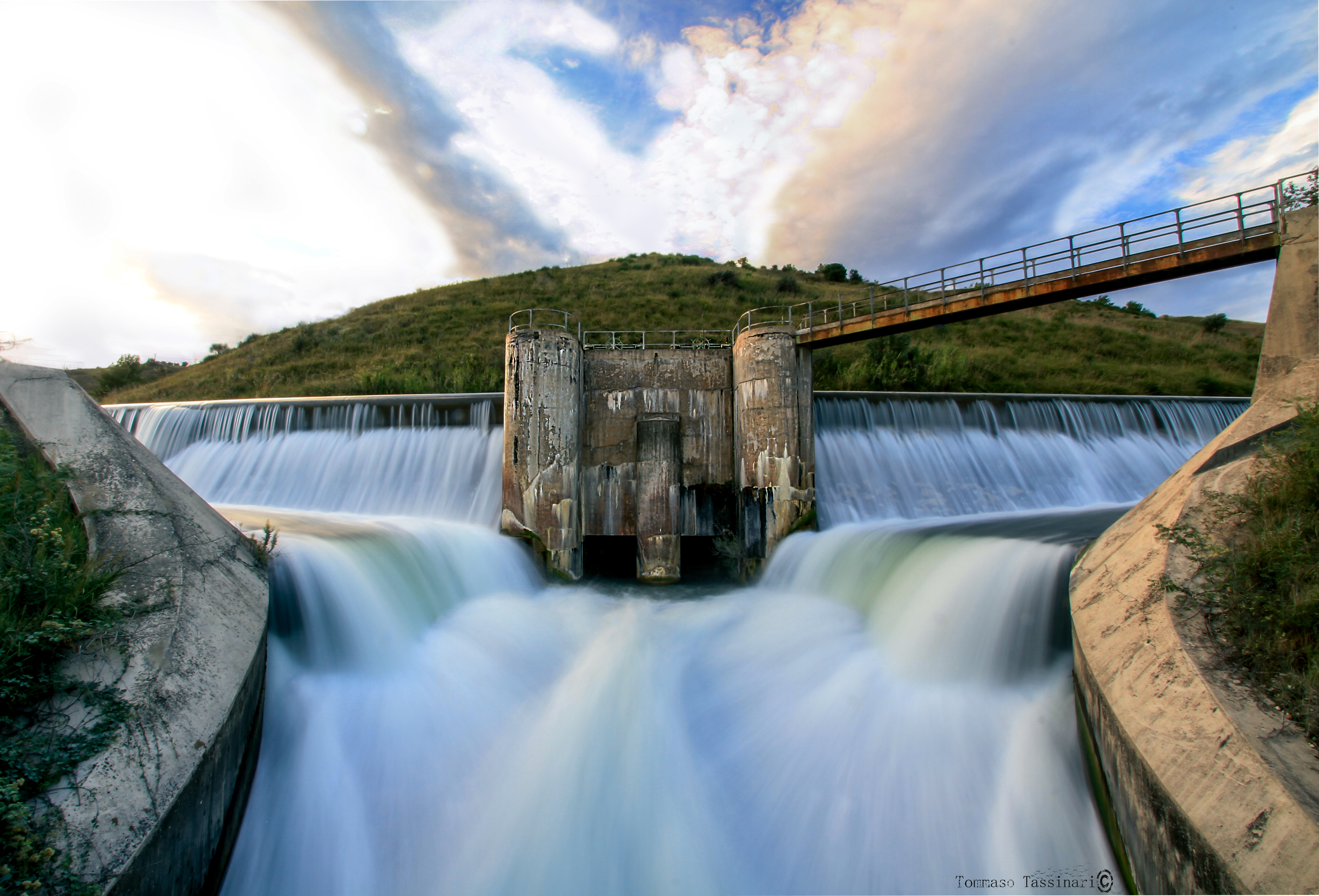
La diga nei pressi di Scafa
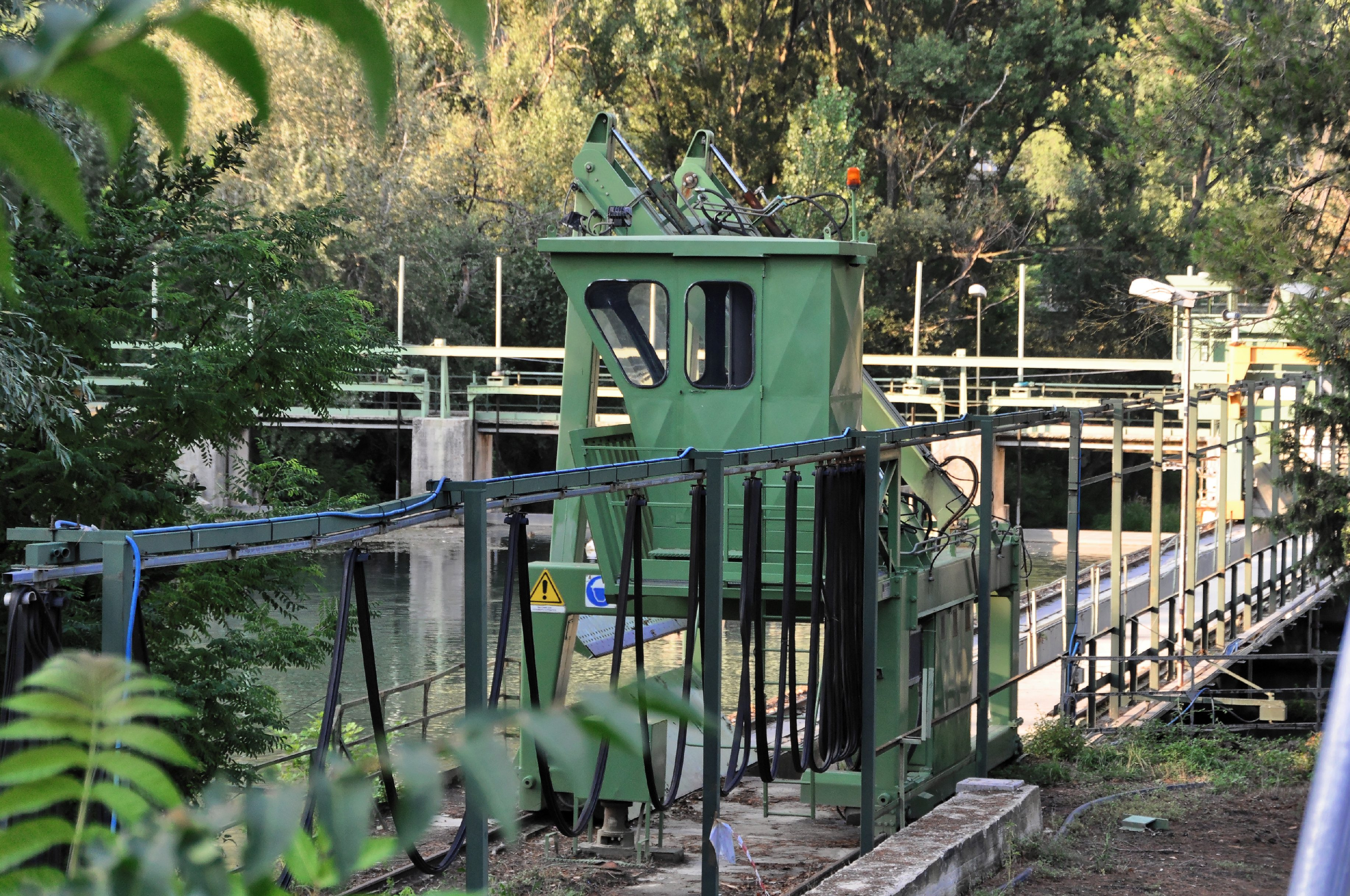
Paratie primo salto nelle gole di Popoli
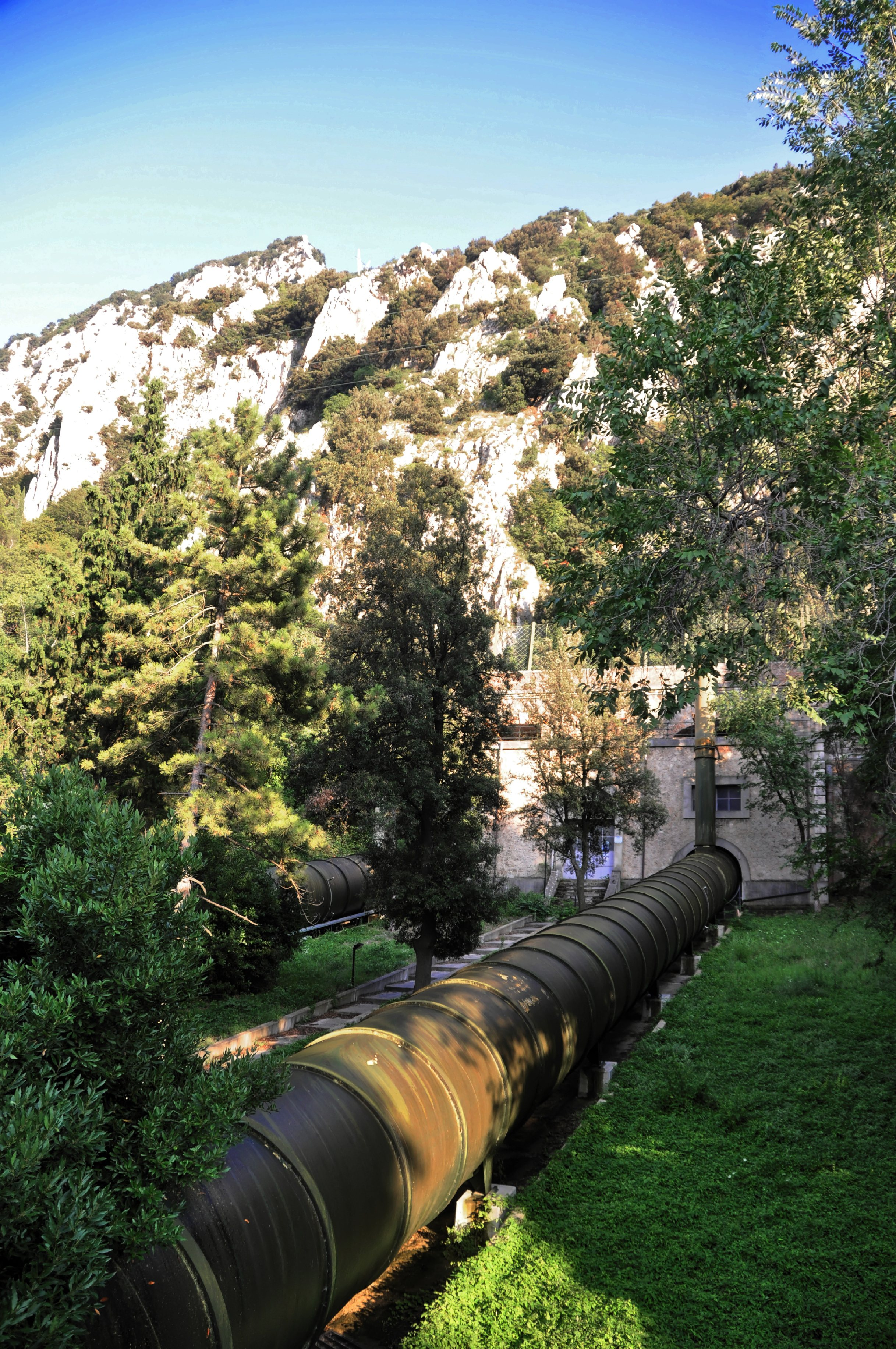
Condotte forzate nelle gole di Popoli
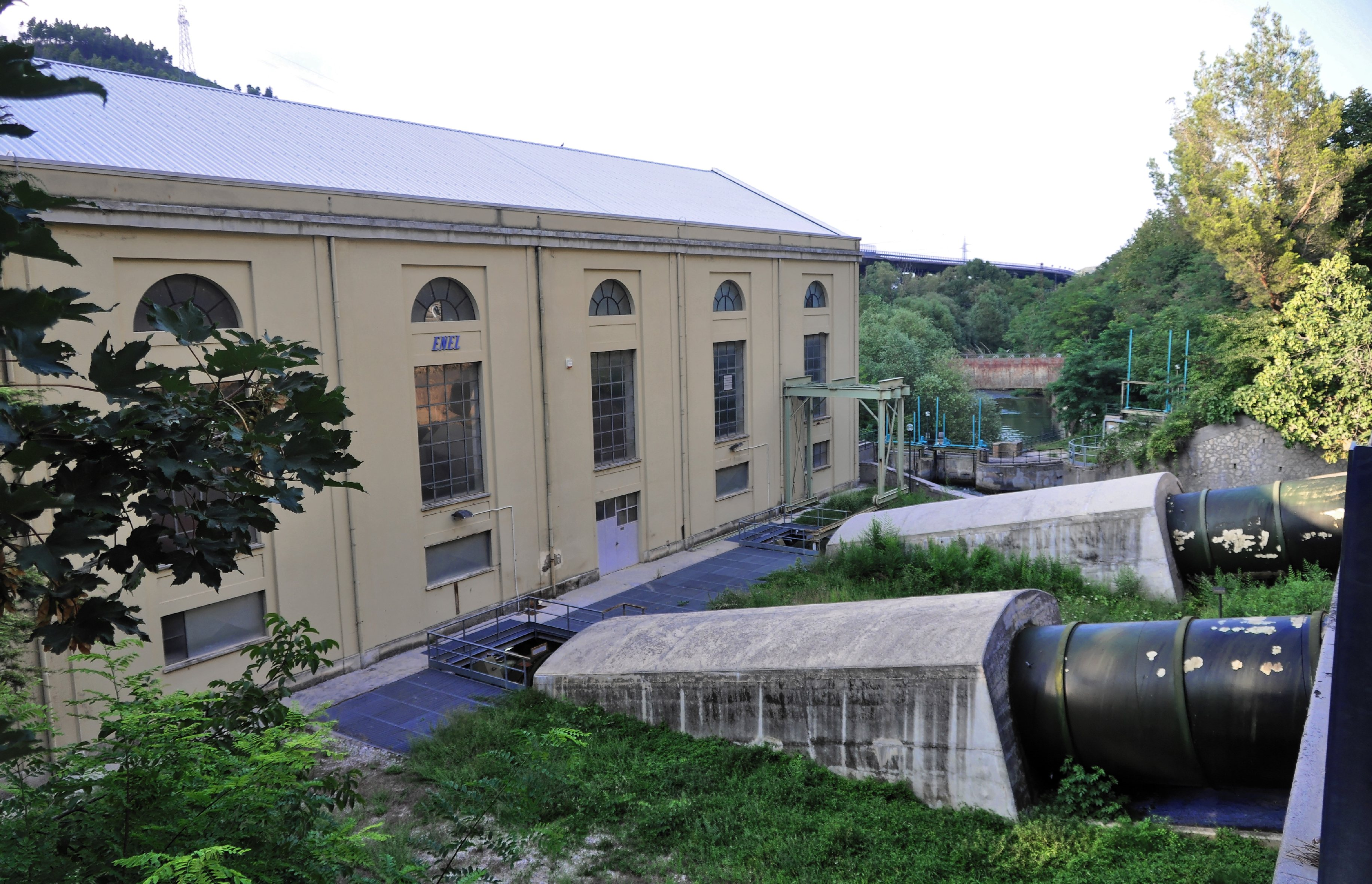
Edificio turbine